# Перрино, Аврора
Аврора Робинсон Перрино (англ. Aurora Robinson Perrineau, род. 23 сентября 1994) — американская актриса.

## Биография
Перрино родилась в семье актёра Гарольда Перрино, афроамериканца, и белой модели Бриттани Робинсон. Её дебют состоялся в эпизоде сериала «Милые обманщицы», а в 2014 году она получила одну из главных ролей в кинофильме «Джем и Голограммы». После она снялась в научно-фантастическом фильме «Равные», а также имела второстепенную роль во втором сезоне сериала ABC Family «Погоня за жизнью».
В 2015 году Перрино получила одну из центральных ролей в прайм-тайм мыльной опере ABC «Кровь и нефть», играя внебрачную дочь персонажа Дона Джонсона от связи с чёрной женщиной. Спустя две недели после начала съемок она была заменена на Миранду Рэй Майо, так как ABC решил, что персонаж должен быть старше.
В ноябре 2017 года Аврора обвинила продюсера Мюррея Миллера в изнасиловании, которое произошло в 2012 году, когда ей было 17 лет.
В 2022 году исполнила роль Фрэнки Николс в сериале «Мир Дикого Запада».

## Фильмография
Фильмы
| Год  | Название на русском | Название на английском | Роль           | Примечания      |
| ---- | ------------------- | ---------------------- | -------------- | --------------- |
| 2012 | Опасный рейс        | Air Collision          | Радхика Даршан | Direct-to-video |
| 2015 | Дом не дом          | A House Is Not a Home  | Эшли Уильямс   |                 |
| 2015 | Хватай и беги       | The Kitchen Sink       | Вампир         |                 |
| 2015 | Джем и Голограммы   | Jem and the Holograms  | Шана Элмсфорд  |                 |
| 2016 | Равные              | Equals                 | Ирис           |                 |
| 2016 | Пассажиры           | Passengers             | Селеста        |                 |
| 2018 | Правда или действие | Truth or Dare          | Жизель         |                 |

Телевидение
| Год  | Название на русском      | Название на английском | Роль               | Примечания                            |
| ---- | ------------------------ | ---------------------- | ------------------ | ------------------------------------- |
| 2011 | Милые обманщицы          | Pretty Little Liars    | Бьянка             | Эпизод: «Picture This»                |
| 2014 | Телеведущие              | Newsreaders            | Хилари             | Эпизод: «F- Dancing, Are You Decent?» |
| 2015 | Погоня за жизнью         | Chasing Life           | Марго              | 4 эпизода                             |
| 2018 | Навстречу тьме           | Into the Dark          |                    | 2 эпизода                             |
| 2019 | Блудный сын (телесериал) | Prodigal Son           | Дани               | Основной актерский состав             |
| 2019 | Когда они нас увидят     | When They See Us       | Таня               | Эпизод: «Part Three»                  |
| 2022 | Мир Дикого Запада        | Westworld              | Фрэнки Николс / Си | 5 эпизодов                            |
| 2024 | Каос (телесериал)        | Kaos                   | Эвридика           | Основной актерский состав             |